# Svjetski skijaški kup 2014.
Svjetski kup u alpskom skijanju 2013./2014.
48. sezona Svjetskog skijaškog kupa 2014. godine počela je 26. listopada 2013. u Söldenu, a završila 16. ožujka 2014. u Lenzerheidenu. 
Skijaši su odvozili 34 utrka (9 spustova, 6 super-veleslaloma, 8 veleslaloma, 9 slaloma i 2 super-kombinacije). Najviše bodova (1222) osvojio je Marcel Hirscher iz Austrije.
Skijašice su odvozile 32 utrke (9 spustova, 6 super-veleslaloma, 8 veleslaloma, 8 slaloma i 1 super-kombinaciju). Najviše bodova (1371) osvojila je Anna Fenninger iz Austrije.

### Ukupni pobjednici
|           | Ukupno          | Slalom           | Spust              | Super-G            | Veleslalom     | Kombinacija                                 |
| --------- | --------------- | ---------------- | ------------------ | ------------------ | -------------- | ------------------------------------------- |
| Skijaši   | Marcel Hirscher | Marcel Hirscher  | Aksel Lund Svindal | Aksel Lund Svindal | Ted Ligety     | Ted Ligety, Alexis Pinturault (bez trofeja) |
| Skijašice | Anna Fenninger  | Mikaela Shiffrin | Maria Höfl-Riesch  | Lara Gut           | Anna Fenninger | Marie-Michèle Gagnon (bez trofeja)          |

## Skijaši
| Plasman | Ime                  | Država    | Bodovi |
| ------- | -------------------- | --------- | ------ |
| 1.      | Marcel Hirscher      | Austrija  | 1222   |
| 2.      | Aksel Lund Svindal   | Norveška  | 1091   |
| 3.      | Alexis Pinturault    | Francuska | 1028   |
| 4.      | Ted Ligety           | SAD       | 991    |
| 5.      | Felix Neureuther     | Njemačka  | 813    |
| 6.      | Kjetil Jansrud       | Norveška  | 657    |
| 7.      | Henrik Kristoffersen | Norveška  | 639    |
| 8.      | Bode Miller          | SAD       | 633    |
| 9.      | Matthias Mayer       | Austrija  | 602    |
| 10.     | Patrick Küng         | Švicarska | 562    |

### Spust
| Plasman | Ime                | Država    | Bodovi |
| ------- | ------------------ | --------- | ------ |
| 1.      | Aksel Lund Svindal | Norveška  | 570    |
| 2.      | Hannes Reichhelt   | Austrija  | 360    |
| 3.      | Erik Guay          | Kanada    | 357    |
| 4.      | Kjetil Jansrud     | Norveška  | 328    |
| 5.      | Matthias Mayer     | Austrija  | 307    |
| 5.      | Patrick Küng       | Švicarska | 307    |

### Super-veleslalom
| Plasman | Ime                | Država    | Bodovi |
| ------- | ------------------ | --------- | ------ |
| 1.      | Aksel Lund Svindal | Norveška  | 346    |
| 2.      | Kjetil Jansrud     | Norveška  | 259    |
| 3.      | Patrick Küng       | Švicarska | 255    |
| 4.      | Matthias Mayer     | Austrija  | 236    |
| 5.      | Bode Miller        | SAD       | 220    |

### Veleslalom
| Plasman | Ime               | Država    | Bodovi |
| ------- | ----------------- | --------- | ------ |
| 1.      | Ted Ligety        | SAD       | 560    |
| 2.      | Marcel Hirscher   | Austrija  | 560    |
| 3.      | Alexis Pinturault | Francuska | 458    |
| 4.      | Thomas Fanara     | Francuska | 278    |
| 5.      | Felix Neureuther  | Njemačka  | 263    |

### Slalom
| Plasman | Ime                  | Država   | Bodovi |
| ------- | -------------------- | -------- | ------ |
| 1.      | Marcel Hirscher      | Austrija | 565    |
| 2.      | Felix Neureuther     | Njemačka | 550    |
| 3.      | Henrik Kristoffersen | Norveška | 454    |
| 4.      | Patrick Thaler       | Italija  | 351    |
| 5.      | Mattias Hargin       | Švedska  | 349    |

### Super kombinacija
| Plasman | Ime                      | Država    | Bodovi |
| ------- | ------------------------ | --------- | ------ |
| 1.      | Ted Ligety               | SAD       | 180    |
| 1.      | Alexis Pinturault        | Francuska | 180    |
| 3.      | Thomas Mermillod-Blondin | Francuska | 90     |
| 4.      | Sandro Viletta           | Švicarska | 86     |
| 5.      | Natko Zrnčić-Dim         | Hrvatska  | 70     |

## Skijašice
| Plasman | Ime                   | Država      | Bodovi |
| ------- | --------------------- | ----------- | ------ |
| 1.      | Anna Fenninger        | Austrija    | 1371   |
| 2.      | Maria Höfl-Riesch     | Njemačka    | 1180   |
| 3.      | Lara Gut              | Švicarska   | 1101   |
| 4.      | Tina Maze             | Slovenija   | 964    |
| 5.      | Tina Weirather        | Lihtenštajn | 943    |
| 6.      | Mikaela Shiffrin      | SAD         | 895    |
| 7.      | Maria Pietilä Holmner | Švedska     | 647    |
| 8.      | Elisabeth Görgl       | Austrija    | 640    |
| 9.      | Nicole Hosp           | Austrija    | 575    |
| 10.     | Frida Hansdotter      | Švedska     | 534    |

### Spust
| Plasman | Ime                           | Država      | Bodovi |
| ------- | ----------------------------- | ----------- | ------ |
| 1.      | Maria Höfl-Riesch             | Njemačka    | 504    |
| 2.      | Anna Fenninger                | Austrija    | 464    |
| 3.      | Tina Maze                     | Slovenija   | 409    |
| 4.      | Tina Weirather                | Lihtenštajn | 400    |
| 5.      | Marianne Kaufmann-Abderhalden | Švicarska   | 389    |

### Super-veleslalom
| Plasman | Ime               | Država      | Bodovi |
| ------- | ----------------- | ----------- | ------ |
| 1.      | Lara Gut          | Švicarska   | 448    |
| 2.      | Anna Fenninger    | Austrija    | 357    |
| 3.      | Tina Weirather    | Lihtenštajn | 310    |
| 4.      | Elisabeth Görgl   | Austrija    | 240    |
| 5.      | Maria Höfl-Riesch | Njemačka    | 216    |

### Veleslalom
| Plasman | Ime                     | Država    | Bodovi |
| ------- | ----------------------- | --------- | ------ |
| 1.      | Anna Fenninger          | Austrija  | 518    |
| 2.      | Jessica Lindell-Vikarby | Švedska   | 492    |
| 3.      | Maria Pietilä-Holmner   | Švedska   | 339    |
| 4.      | Lara Gut                | Švicarska | 285    |
| 5.      | Kathrin Zettel          | Austrija  | 284    |

### Slalom
| Plasman | Ime                   | Država   | Bodovi |
| ------- | --------------------- | -------- | ------ |
| 1.      | Mikaela Shiffrin      | SAD      | 638    |
| 2.      | Frida Hansdotter      | Švedska  | 488    |
| 3.      | Marlies Schild        | Austrija | 385    |
| 4.      | Maria Pietilä-Holmner | Švedska  | 308    |
| 5.      | Maria Höfl-Riesch     | Njemačka | 234    |

### Super kombinacija
| Plasman | Ime                  | Država   | Bodovi |
| ------- | -------------------- | -------- | ------ |
| 1.      | Marie-Michèle Gagnon | Kanada   | 100    |
| 2.      | Michaela Kirchgasser | Austrija | 80     |
| 3.      | Maria Höfl-Riesch    | Njemačka | 60     |
| 4.      | Nicole Hosp          | Austrija | 50     |
| 4.      | Sara Hector          | Švedska  | 45     |

## Vanjske poveznice
- Svjetski skijaški kup 2014 - rezultati